# María Dolores Agüero Lara
Pour les articles homonymes, voir Aguero et Lara.
María Dolores Agüero Lara, née en 1982,[réf. nécessaire] est une femme politique et diplomate hondurienne. Elle est secrétaire d'État aux Relations extérieures et à la Coopération internationale de son pays du 27 mars 2017 au 23 juillet 2019.

## Biographie

### Famille et éducation
Son père a été vice-président de Banco Atlántida. Elle a un frère et une sœur.
Elle étudie les sciences juridiques avec une spécialisation en droit international à l'université nationale autonome du Honduras et obtient une maîtrise en droit international public, investissement, commerce et arbitrage à l'université du Chili et à l'université de Heidelberg avec le soutien de la Société Max-Planck pour le développement des sciences et de l'Institut d'études internationales de l'université du Chili,.

### Carrière politique
Elle est conseillère juridique du Conseil hondurien pour l'entreprise privée (COHEP) et associée du cabinet d'avocats López Rodezno. Elle commence sa carrière au ministère des Affaires étrangères et de la Coopération internationale en 2010. Au sein de ce secrétariat, elle est conseillère juridique sur l'investissement et la promotion du commerce, et est membre du comité d'organisation de l'événement Honduras Is Open For Business en 2011, coordinatrice de la présidence temporairement du Système d'intégration centraméricain (SICA) et directrice de l'intégration en 2012.
En 2013, elle rejoint le Service diplomatique et consulaire du Honduras. Elle est commissaire présidentielle à l'intégration, représentante du Honduras auprès du comité exécutif du SICA et représentante et porte-parole à la Commission de sécurité centraméricaine. Elle représente le Honduras dans différents forums internationaux des Nations unies et participe aux conseils des ministres des Affaires étrangères du SICA, de l'Association des États de la Caraïbe (AEC), de la Communauté d'États latino-américains et caraïbes (CELAC), de la Communauté d'États latino-américains et caraïbes (OIE) et de l'Organisation des États américains (OEA),.
Elle est nommée vice-ministre des Affaires étrangères en décembre 2015 et ministre de ce secrétariat le 27 mars 2017 en remplacement de María Andrea Matamoros, qui assurait l'intérim après la démission d'Arturo Corrales. Elle est démise de ses fonctions le 23 juillet 2019.
Elle est nommée ambassadrice du Honduras à Washington le 15 août 2019, exerçant ses fonctions jusqu'au 11 septembre 2020, puis du Honduras en Espagne, du 24 septembre 2020 au 27 janvier 2022.